# 도유호
도유호(都宥浩, 1905년 7월 1일~1982년)는 조선민주주의인민공화국의 고고학자다.

## 생애
함경남도 함흥시에서 태어나 1935년 오스트리아 빈 대학교에서 박사 학위를 취득하였고, 독일 여성과 결혼한 이후 귀국하였으나 1946년에 월북하여 1947년 김일성종합대학 교수가 되었다. 1960년대 초반 최고인민회의 의장을 맡는 등 정계에서도 활약하였다. 굴포리, 지탑리, 궁산리 등의 북한 고고학 유적 발굴을 주도하였다. 그의 1960년 논문 '조선원시고고학'은 1960년대부터 1990년대에 걸쳐 북한에서 고고학 연구의 기초 논문이 되었다. 또한 황기덕과 공동으로 '지탑리 원시유적 발굴보고'를 작성하였다.

## 같이 보기
- 김원용
- 김정배 (역사가)
- 최몽룡
- 심봉근